# Cylindrolaimus procerus
Cylindrolaimus procerus är en rundmaskart som beskrevs av Andrassy 1968. Cylindrolaimus procerus ingår i släktet Cylindrolaimus och familjen Axonolaimidae. Inga underarter finns listade i Catalogue of Life.